# Якуб Ржезнічек
Якуб Ржезнічек (чеськ. Jakub Řezníček, нар. 26 травня 1988, Пржибрам) — чеський футболіст, нападник клубу «Дукла» (Прага) та молодіжної збірної Чехії.
Виступав також за клуб «Тепліце».

## Клубна кар'єра
У дорослому футболі дебютував 2006 року виступами за команду «Пршибрам», у якій провів один сезон, взявши участь у 6 матчах чемпіонату. 
Згодом з 2007 по 2019 рік грав у складі команд «Млада Болеслав», «Ружомберок», «Динамо» (Ч. Будейовиці), «Пршибрам», «Славія», «Збройовка», «Вікторія» (Пльзень), «Сігма» (Оломоуць), «Вікторія» (Пльзень) та «Локерен».
Своєю грою за останню команду привернув увагу представників тренерського штабу клубу «Тепліце», до складу якого приєднався 2019 року. Відіграв за команду з Тепліце наступні два сезони своєї ігрової кар'єри. Більшість часу, проведеного у складі «Тепліце», був основним гравцем атакувальної ланки команди.
Протягом 2021—2024 років захищав кольори клубу «Брно».
До складу клубу «Дукла» (Прага) приєднався 2024 року. Станом на 3 березня 2025 року відіграв за празьку команду 12 матчів в національному чемпіонаті.

## Виступи за збірні
У 2007 році дебютував у складі юнацької збірної Чехії (U-19), загалом на юнацькому рівні взяв участь у 1 іграх.
У 2008 році залучався до складу молодіжної збірної Чехії. На молодіжному рівні зіграв у 4 офіційних матчах, забив 1 гол.

## Титули і досягнення
- Кращий бомбардир Чемпіонату Чехії: 2021-2022 (18 м'ячів), 2023-2024 (13 м'ячів)